# 高橋航
高橋 航（たかはし わたる、9月19日生れ - ）は、エフエム秋田の元男性アナウンサー。秋田県横手市（旧平鹿郡十文字町）出身。

## 概要
1993年入局。パーソナリティとしては兄貴のようなキャラクターで秋田県内の中高生からの支持を集めている。好きな食べ物はだだみ（タラの白子）。いぶりがっことペペロンチーノによる創作料理「いぶりがっこペペロンチーノ」の考案者。
エフエム秋田「超兄貴」シリーズのMCを2014年3月まで15年半に渡って務めた。
後進に道を譲りたいとして、2025年3月をもってDJ人生から退き、役員に専念する。

## 過去の担当番組
- It's DA Free Style （1995年4月6日 - 2009年3月）水曜 18:00 - 18:55
- DoDA MAX50（2009年4月2日 - 2011年3月）木曜 18:00 - 18:55
- 超兄貴（1999年12月7日 - 2007年6月26日）　火曜 21:00 - 21:55
  - Ex超兄貴（2007年7月3日 - 2014年3月25日）火曜 20:00 - 21:45
- mix（2015年3月30日 - 2017年3月、木曜担当 15:00 - 17:55）
  - この番組開始初日よりニックネームを、「調べる人（the）高橋航ちゃん」と楢岡千晶に付けられた。
- イブニング・オペレーション
- JOPUモーニング秋田
- オシャベリザムライ（2014年4月1日 - 2017年3月28日）火曜 18:00 - 18:55
- 営業マン　高橋航　火曜 18:00 - 18:30　
  - 「ビジネスマン　高橋航」の前身番組。
- ビジネスマン高橋航（ - 2025年3月）　火曜 18:00 - 18:30